# Antarchaea obliqualis
Antarchaea obliqualis là một loài bướm đêm trong họ Noctuidae.